# Verdilhão-oriental
O verdilhão-oriental (Clorius sinica ou Carduelis sinica) é um Passeriforme da família Fringillidae.

## Descrição

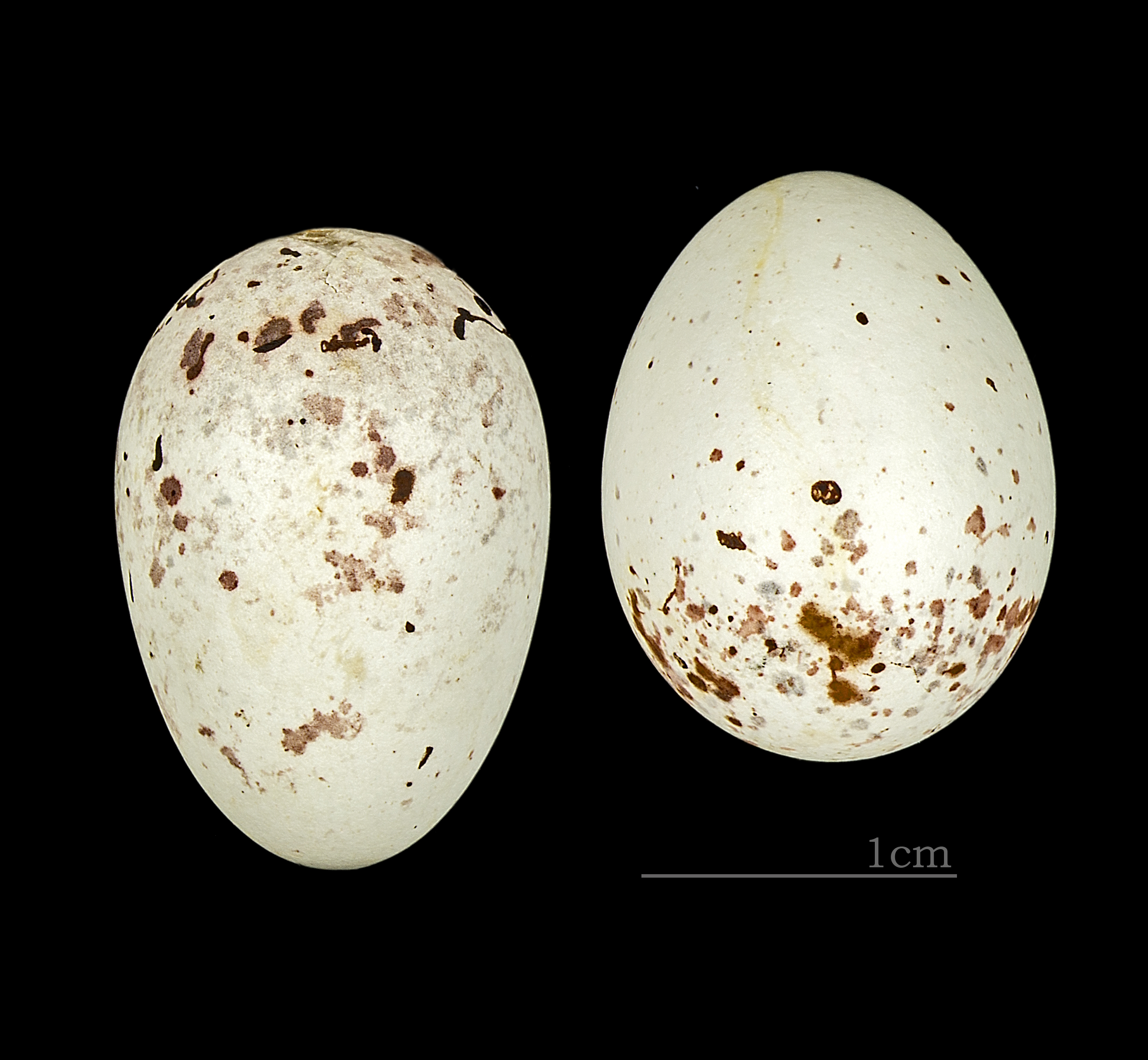
Verdilhão-oriental MHNT

O verdilhão-oriental tem um comprimento de 14 cm e um peso de 20g. Tem muitas semelhanças com o verdilhão (Chloris chloris), porém nesta espécie a cor predominante é o acastanhado (dorso, base das asas, flancos e peito) em oposição ao amarelo esverdeado do C. chloris. A cabeça é cinzenta, o uropígio é amarelo esverdeado assim como a testa e as bochechas, as asas são pretas com uma barra amarela e as pontas brancas. As fêmeas têm cores mais baças, com a cabeça castanha e as partes inferiores de um castanho mais claro.
As vocalizações são semelhantes às do verdilhão e do verdilhão-de-peito-amarelo (Chlorius spinoides).
A partir de Abril a fêmea constrói o ninho em forma de taça, em árvores ou arbustos, com palhas, raízes finas, pêlos, penas, pondo entre 3 a 5 ovos esbranquiçados com pintas castanhas, que são incubados durante 12-14 dias. Depois de eclodirem as crias são alimentadas pelo macho, enquanto a fêmea se prepara para nova postura, assim conseguem 3, raramente 4, ninhadas.

## Distribuição
O território do verdilhão-oriental vai do sudeste da Sibéria, península de Kamchatka, ilha Sacalina, ilhas Curilas, Mongólia Interior , China oriental, Manchúria até ao Japão e Coreia. Avistado no Vietname. Migra para Taiwan.

## Taxonomia

### Subespécies
São cinco as subespécies descritas e reconhecidas e respectivos territórios:
- C. sinica sinica (Linneaus, 1766): centro, este e sudeste da China, desde o sul da Manchúria até Cantão,a oeste até Sichuan, a leste até Qinghai, a sul até Gansu.
- C. sinica kawarahiba (Temminck, 1836): península de Kamchatka, ilha Sacalina, ilhas Curilas. Esta subespécie tem as cores mais vivas. Passa o inverno no Japão até Okinawa.
- C. sinica kittlitzi (Seebohm, 1890): ilhas Ogasawara e ilhas Iwo.

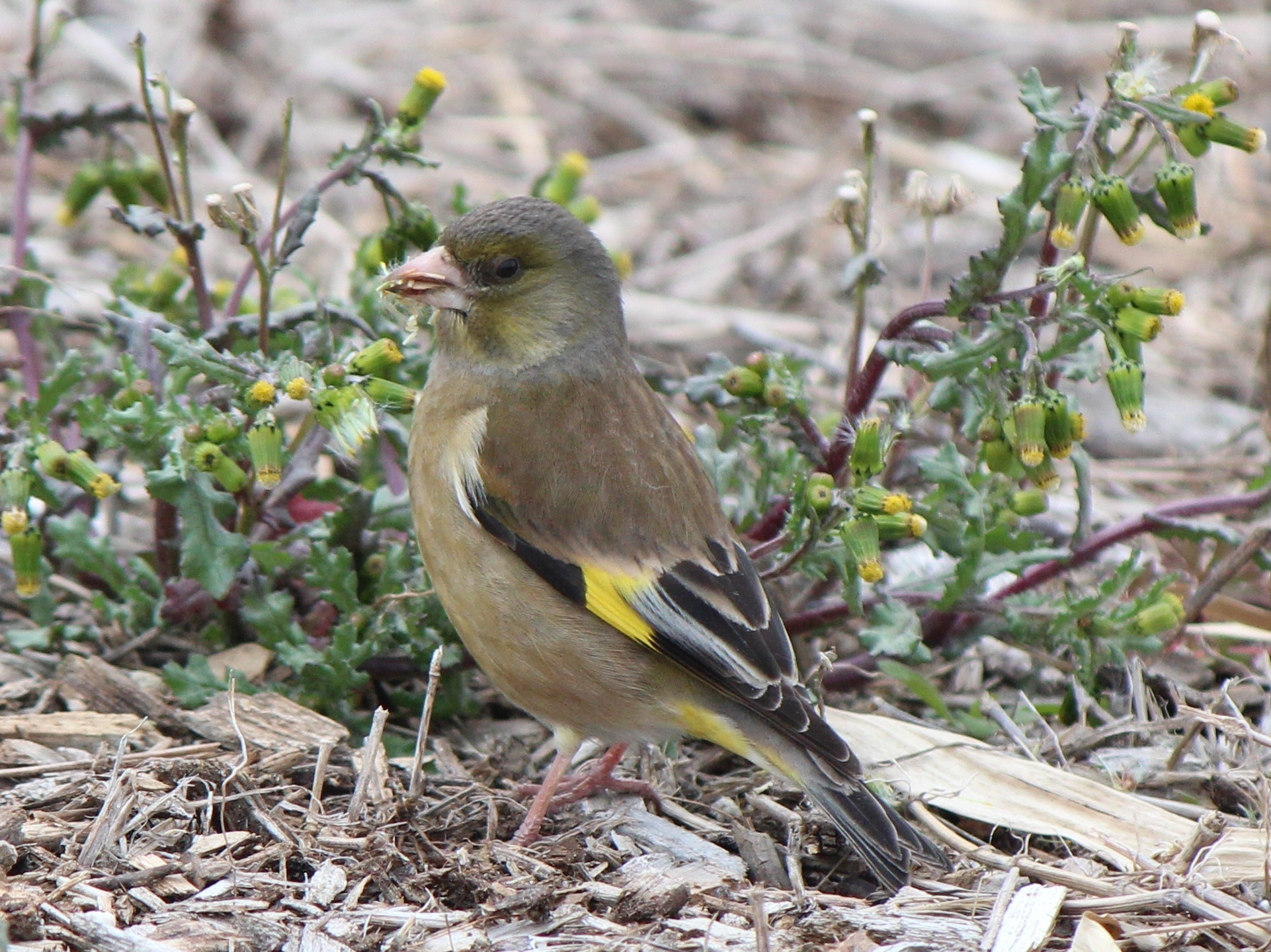
Carduelis sinica minor comendo

- C. sinica ussuriensis (Hartert, 1903) : nordeste da China até ao leste da Manchúria, sudeste da Mongólia Interior, Coreia, sudeste da Rússia (província de Ussuri, que dá o nome à subespécie e que faz parte do Krai do Litoral). Subespécie com a coloração mais acinzentada.
- C. sinica minor (Temminck & Schlegel, 1848): tamanho mais pequeno (12,5–13 cm) – sul da Coreia (ilha de Jeju) e Japão (ilha de Tsushima, ilhas de Izu).

Também foi descrito a subespécie Carduelis sinica chabarovi (Stegmann, 1929)(Extremo Oriente Russo (província de Amur), nordeste da China (leste da Mongólia Interior, norte de Heilongjiang), mas essa subespécie não é reconhecida pelo Congresso Ornitológico Internacional.

## Habitat
O verdilhão-oriental habita as orlas dos bosques, margens de cursos de água, bosques abertos de árvores de folha caduca, bosques de coníferas, arrozais e outros campos de cultivo, parques e jardins. Os pássaros que aparecem nos territórios a norte são migrantes que passam o verão nessas zonas. Os dos territórios do sul são residentes, fora da época de reprodução juntam-se em grandes bandos, onde estão incluídas outras espécies de aves canoras.

## Alimentação
O verdilhão-oriental alimenta-se essencialmente de rebentos, sementes, frutos e insectos. Várias fotos da Internet (Oriental Bird Images, cnbird.org.cn, Oiseaux.net) documentam o consumo de várias plantas como: bolsa de pastor (capsella bursa-pastoris), morugem (stellania media), colza ou couve-nabiça ( brassica napus); sementes de árvores (pinheiro, ulmeiro), frutos de broussonetia papyrifera, mostarda do campo (rapistrum rugosum). Comem também grãos de resedá gigante (lagerstroemia speciosa), duma asterácea da família do girassol (wedelia trilobata ou spagneticola trilobata), de girassol, de buddleja (buddleja), de tasneirinha ou cardo-morto (senecio vulgaris) e de arroz.

## Filogenia
Obtida por Antonio Arnaiz-Villena et al.